# Дейзі Вінтерс
«Дейзі Вінтерс» (англ. Daisy Winters) — американський драматичний фільм, створений Бет Ламюр. Прем'єра фільму запланована на 1 грудня 2017 року США.

## Сюжет
Дейзі Вінтерс — це незвичайна одинадцятирічна дівчинка, яка глибоко любить відносини з мамою і що відбувається, коли ці найважливіші відносини між матір'ю і дочкою різко порушені. Далі після цього дочка Дейзі Вінтерс зникає з дому через пошуки батька. Уздовж її шляху, включаючи її пошуки, щоб виявити свого батька, мужня, винахідлива і не по роках Дейзі дізнається про те, як прийняти кожен момент з рішучістю і нестримною вірою в себе.

## У ролях
| Актор                 | Роль                 |
| --------------------- | -------------------- |
| Брук Шилдс            | Мати Сенді Вінтерс   |
| Іван Реон             | Даг                  |
| Керрі Престон         | тітка Маргарет       |
| Пол Блекторн          | Роберт Стержен       |
| Стерлінг Джерінс      | дочка Дейзі Вінтерс  |
| Пурна Джаганнатан     | Аннабель Кумар       |
| Сьюзі Накамура        | Кеті Такада          |
| Клейтон Ронер         | Сер Білл             |
| Кайл Ред Сілвьерштейн | Джош                 |
| Бет Ламюр             | Офіцер Донна Ісібасі |
| Нік Гор               | Джексон Кумар        |
| Пьєр Кеннел           | Офіцер Стівен Ламюр  |
| Аві Ешенесі           | Батько Коєн          |
| Джейк Кроуфорд        | Жан                  |
| Стейсі Соувер         | Білл                 |
| Шеррі Фінсенд         | Дженет               |
| Кевін Оурвен          | Кевін                |
| Тріша Мендоса         | Офіцер Фален         |
| Бека Рід              | Пані Барнетт         |

## Виробництво
Зйомки почалися в травні 2016 року і закінчилися 11 червня того ж року. А 7 грудня 2016 року фільм вийшов зі статусу пост-продакшн. Повідомляється, що фільм знімався в окрузі парку Форсайт в Джорджії.Також зйомки були і близь Ардслі-Парку (Нью-Йорк, Уестчестер, США).Використовувалися місця Тідмен-парку перед академією мистецтв. Також ще були зйомки на кладовищі Бонавентура (Джорджія, США) в Савані.